# フリーコンテント
フリーコンテント (free content) はオープンコンテントと類似した概念。フリーコンテンツ (free contents) とも呼ばれる。ソフトウェア以外の、自由にライセンスされた作品に対して使われ、自由ソフトウェアと同じ自由の意味を持つ。簡単に言うと、受け取り人は内容をどんな目的でも使う許可が与えられ、複製や変更、変更された版の再配布が認められる。
自由ソフトウェアのライセンスの様に、フリーコンテントのライセンスはコピーレフトであることもできるし、非コピーレフトであることもできる。コピーレフトとは変更した作品の再配布は、変更前のものと同じ自由なライセンスの元でのみ認められるというものである。
デザイン・科学ライセンス (DSL) と GNUフリー文書ライセンス (GFDL) は、フリーコンテントのライセンスの例であり、FreeBSD文書ライセンス は、非コピーレフトライセンスの例である。